# Mizuho Sakagučiová
Mizuho Sakagučiová (japonsky 阪口 夢穂, * 15. října 1987 Sakai) je japonská fotbalistka.

## Reprezentační kariéra
Za japonskou reprezentaci v letech 2006 až 2018 odehrála 124 reprezentačních utkání. Byla členkou japonské reprezentace i na Mistrovství světa ve fotbale žen 2007, 2011, 2015, 2019, Letních olympijských hrách 2008 a 2012.

## Statistiky
| Japonsko | Japonsko | Japonsko |
| Roky     | Záp.     | Góly     |
| -------- | -------- | -------- |
| 2006     | 7        | 10       |
| 2007     | 5        | 3        |
| 2008     | 17       | 1        |
| 2009     | 0        | 0        |
| 2010     | 4        | 1        |
| 2011     | 14       | 1        |
| 2012     | 14       | 1        |
| 2013     | 7        | 1        |
| 2014     | 17       | 8        |
| 2015     | 12       | 2        |
| 2016     | 6        | 0        |
| 2017     | 13       | 0        |
| 2018     | 8        | 1        |
| Celkem   | 124      | 29       |

## Úspěchy

### Reprezentační
- Letní olympijské hry:  2012
- Mistrovství světa:  2011;  2015
- Mistrovství Asie:  2014, 2018;  2008